# Paa-Ko
Paa-Ko es un lugar designado por el censo ubicado en el condado de Bernalillo en el estado estadounidense de Nuevo México. En el Censo de 2020 tenía una población de 818 habitantes y una densidad poblacional de 54,42 habitantes por km². Fue incluido como CDP en el censo de 2020.

## Geografía
Paa-Ko se encuentra ubicado en las coordenadas 35°11′59″N 106°20′01″O / 35.19972, -106.33361. Según la Oficina del Censo de los Estados Unidos,  tiene una superficie total de 15,03 km², todos correspondientes a tierra firme.